# 青冈县国有林场
青冈县国有林场是中华人民共和国黑龙江省绥化市青冈县新村乡西北部的一个国有林场。所在区域以青冈县林场之名列为青冈县的一个类似乡级单位。
林场分新村经营区和互利经营区2个经营区，土质为内陆型苏打盐碱土。2022年时，林场总经营面积88643亩，人口305人。森林资源现状为有林地30201亩，未成林地4310亩，宜林地53500亩，苗圃地632亩。

## 行政区划
青冈县国有林场下辖以下地区：
青冈县林场虚拟村。